# Ritratto di Filippo II (Tiziano Napoli)
Il Ritratto di Filippo II è un dipinto olio su tela (187×98,5 cm) di Tiziano databile intorno tra il 1551 e il 1554 circa e conservato al Museo nazionale di Capodimonte di Napoli.

## Storia
Non è noto il periodo in cui Tiziano abbia dipinto l'opera: il pittore ha incontrato Filippo II di Spagna sia nel 1549, durante il primo viaggio del sovrano in Italia, a Milano, che tra il 1550 e il 1551 ad Augusta; è supponibile quindi che il ritratto risalga ai primi anni '50 del XVI secolo in base all'età di Filippo nel dipinto, forse più precisamente intorno al 1554, visto che il re sembra essere di età più avanzata rispetto alla versione del Prado, mentre appare più vicina a quella de La Gloria, completata appunto nel 1554.
È sconosciuta la storia di come l'opera abbia fatto ad entrare nella collezione Farnese: a tal proposito si sono avanzate diverse ipotesi supportate più o meno dalle informazioni certe giunte sino ai giorni moderni.
Una prima versione, risalente alla fine dell'Ottocento, voleva che l'opera fosse stata eseguita e inviata a Madrid nel 1553, direttamente da Tiziano. Tuttavia nella corrispondenza intercorsa tra l'ambasciatore di Spagna a Venezia, Francisco de Vargas, e il re Filippo II, si fa riferimento a un dipinto di piccole dimensioni, che quindi non corrisponde alla tela napoletana, elemento questo che lascia decadere ogni tipo di attendibilità verso questa ipotesi. Secondo una ulteriore versione, risalente al terzo quarto del Novecento, invece, si ritiene che la tela provenga dalla villa Farnese di Caprarola, dov'è citata anche in alcuni inventari seicenteschi. L'opera sarebbe stata richiesta per lo stesso motivo per cui fu richiesto anche il Ritratto di Carlo V a mezzo busto, ossia per consentire a Taddeo Zuccari di poter compiere gli affreschi nella dimora disponendo di ritratti presi dal vero dei personaggi da raffigurare. Anche questa ipotesi tuttavia non trova pieni consensi dalla critica, in quanto la tela citata nella dimora farnesiana del viterbese viene ascritta senza attribuzione, mentre la versione del ritratto di Capodimonte riporta la firma autografa di Tiziano.
Il dipinto giunge a Napoli assieme a gran parte della collezione Farnese nel 1734, in quanto ereditata dapprima da Elisabetta, ultima diretta discendente della famiglia, e poi dal figlio Carlo di Borbone, nuovo re di Napoli. Giunto in terra partenopea, nel corso dell'Ottocento il soggetto raffigurato perde per un breve periodo l'originale identificazione (poi successivamente ripristinata) venendo attribuito il ritratto a Pier Luigi Farnese.

## Descrizione
Filippo II è ritratto in piedi, vestito con abiti regali e indossa al collo il Toson d'Oro: l'espressione del suo viso è pensosa e severa, quasi malinconica, tipica del sovrano, e lo sfondo è monocromatico. In basso a destra è la firma per esteso di Tiziano: «TITIANUS EQUES C.F.».
La materia cromatica è particolarmente preziosa e le pennellate appaiono rapide e minute, tipiche delle prove ufficiali del pittore veneziano. Tiziano per realizzare il quadro, che risulta essere uno dei migliori ritratti eseguiti dal pittore, si ispira a quello eseguito per Filippo con indosso l'armatura, custodito al Museo del Prado a Madrid.
Esiste una sorta di copia del dipinto napoletano, sempre realizzata da Tiziano, esposta a Palazzo Pitti a Firenze.

## Altre versioni

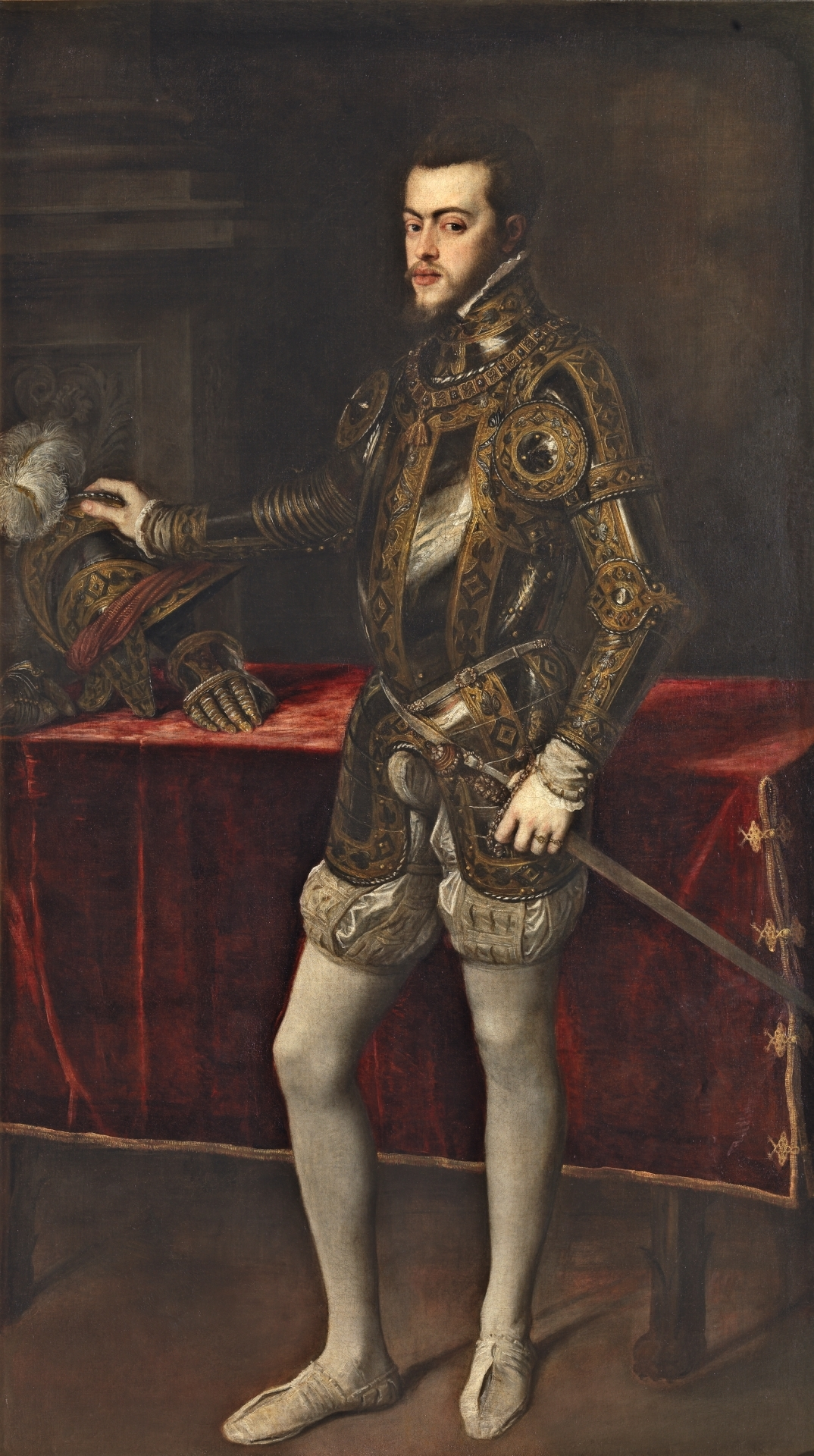
Ritratto di Filippo II in armatura (1551) - Museo del Prado, Madrid.
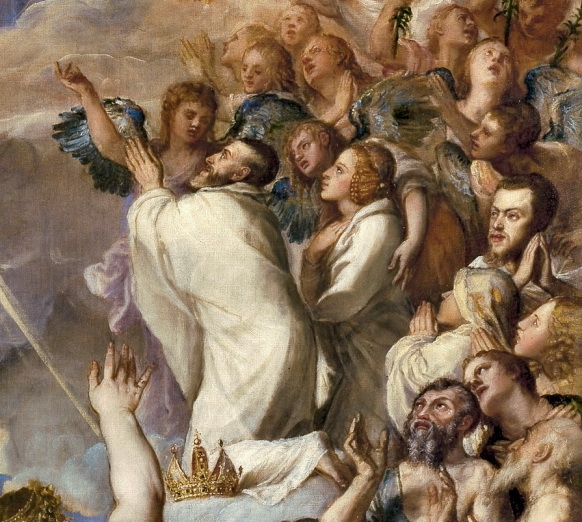
Dettaglio di Filippo II ne La Gloria (1554) - Museo del Prado, Madrid.
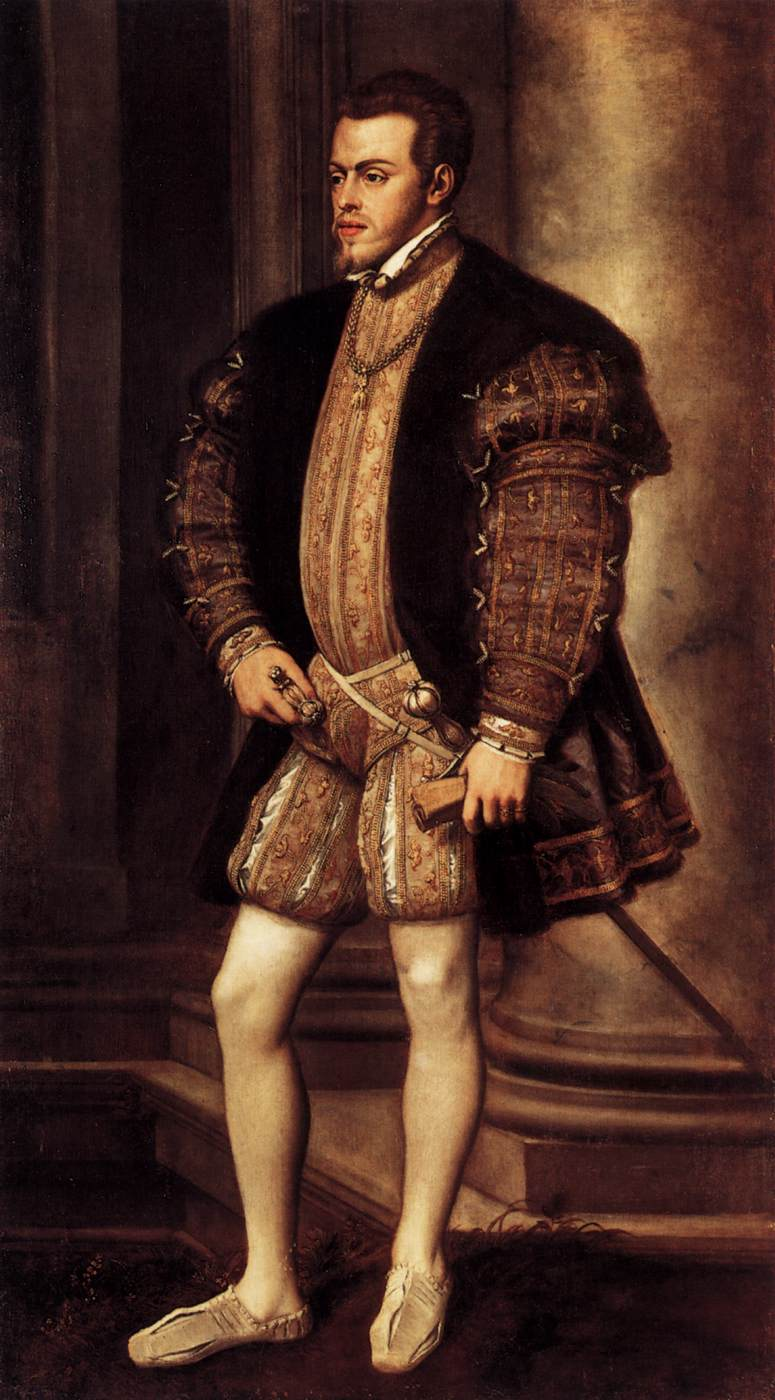
Altra versione del 1554 circa - Palazzo Pitti, Firenze.